# Meropleon cinnamicolor
Meropleon cinnamicolor är en fjärilsart som beskrevs av Ferguson 1982. Meropleon cinnamicolor ingår i släktet Meropleon och familjen nattflyn. Inga underarter finns listade i Catalogue of Life.